# Bandiera di Santa Barbara
La bandiera di Santa Barbara, in California, consiste in tre linee orizzontali: una bianca, una rossa e una dorata. Le linee rossa e dorata rappresentano l'Ordine di Carlo III e tendono ad evidenziare il colonialismo spagnolo. Sulla linea bianca e raffigurata una torre rossa.
La torre rossa rappresenta la torre ove santa Barbara, patrona della città, venne incarcerata e martirizzata.
È visibile in tutti gli edifici governativi della città. La bandiera viene utilizzata in alcuni spot commerciali e nei corpi legislativi della California, il Senato statale della California e la Camera dei rappresentanti della California.